# Labeobarbus brevicephalus
Labeobarbus brevicephalus es una especie de peces de la familia Cyprinidae, orden Cypriniformes.
Son peces dulceacuícolas del lago Tana y sus tributarios (Etiopía ) que pueden llegar alcanzar los 31,7 cm de longitud total.